# Villa Sperlinga (UPL di Palermo)
Villa Sperlinga è la quarantesima Unità di Primo Livello di Palermo, compresa nell'VIII Circoscrizione. Fa parte del quartiere Libertà, nella zona nord del capoluogo. 

## Descrizione
Il nucleo sorge nella porzione di territorio che un tempo corrispondeva all'ampia tenuta nobiliare del duca di Sperlinga, fondata nel XVII secolo. Il vasto spazio verde venne acquistato dalla famiglia Whitaker alla fine dell'Ottocento per essere trasformato in un parco in stile romantico, destinato principalmente alle cerimonie e ai tornei di tennis. 
Nel secondo dopoguerra un incendio distrusse un numero significativo di alberi, facendo perdere al parco il vincolo di verde storico a cui era sottoposto secondo il piano regolatore del 1885, meglio noto come Piano Giarrusso. In conseguenza di ciò, gli eredi dei Whitaker ottennero il cambio della direzione urbanistica della proprietà e decisero di vendere il vastissimo appezzamento di terreno ad una società romana, controllata dall'Immobiliare Vaticana, che aveva mire edilizie nella zona. 
Nel 1952, dopo una serie di trattative, la Società Immobiliare Villa Sperlinga ottenne il permesso di costruire in una porzione dell'area corrispondente a 59.440 mq, in cambio della cessione di 18.250 mq in favore del comune di Palermo, che avrebbe dedicato tale spazio alla costituzione del giardino pubblico situato di fronte piazza Unità d'Italia. Gran parte del vecchio parco romantico venne rimpiazzato da palazzi destinati alla borghesia palermitana, andando a formare il nucleo residenziale dell'epoca contemporanea. 